# 山芦屋町
山芦屋町（やまあしやちょう）は、兵庫県芦屋市の町名。郵便番号659-0082。

## 地理
芦屋市西部に位置する。地域東辺を芦屋川が流れ、北で城山、東で山手町、南東の開森橋上の一点で西芦屋町、南で西山町、西で三条町と接する。
芦屋の山の手にあり周辺は緑が多く、滴翠美術館等の芸術施設もある。

## 世帯数と人口
2022年（令和4年）2月1日現在の世帯数と人口は以下の通りである。
| 丁目     | 世帯数  | 人口    |
| -------- | ------- | ------- |
| 山芦屋町 | 627世帯 | 1,419人 |

## 小・中学校の学区
市立小・中学校に通う場合、学区は以下の通りとなる。
| 番地 | 小学校             | 中学校             |
| ---- | ------------------ | ------------------ |
| 全域 | 芦屋市立山手小学校 | 芦屋市立山手中学校 |

## 交通

### 道路
町内に国道、県道は通っていない。

## 施設
- 滴翠美術館
- 綱立寺